# 240697 Gemenc
240697 Gemenc è un asteroide della fascia principale. Scoperto nel 2005, presenta un'orbita caratterizzata da un semiasse maggiore pari a 2,7930653 UA e da un'eccentricità di 0,3003287, inclinata di 7,10287° rispetto all'eclittica.